# Coline Aumard
Pour les articles homonymes, voir Aumard.
Coline Aumard, née le 13 juin 1989 à Villeneuve-Saint-Georges, est une joueuse française de squash. Elle atteint en juillet 2020 la 20e place mondiale sur le circuit international, son meilleur classement. Elle est championne de France en 2017, finaliste des championnats d'Europe en 2018 et 2019 et championne d'Europe par équipes en 2019.

## Biographie
Colie Aumard commence très jeune le squash et incite son amie d'enfance Camille Serme à pratiquer cette discipline à l'âge de sept ans. Elles sont coéquipières en équipe de France.
Elle est championne de France en 2017 face à Julie Rossignol et finaliste des championnats d'Europe en 2018 face à Millie Tomlinson. Elle fait partie de l'équipe de France féminine de squash qui en 2019 signe un exploit historique en battant l'équipe d'Angleterre en finale des championnats d'Europe par équipes, deuxième défaite des Anglaises en 42 années de compétition. En mars 2020, lors du tournoi Black Ball Squash Open, elle atteint pour la première fois les quarts de finale d'un tournoi platinum, catégorie la plus prestigieuse. Grâce à cette performance, elle atteint la 21e place au classement d'avril, son plus haut classement. En août 2021 durant l'Open de Manchester, elle s'impose pour la première fois face à une joueuse du top 10, l'Indienne Joshna Chinappa.
Elle annonce sa retraite sportive à la fin de la saison 2021-2022,.

## Palmarès

### Titres
- Championnats de France: 2017
- Championnats d'Europe par équipes : 2019

### Finales
- Championnats d'Europe : 2 finales (2018, 2019)
- Championnats de France: 4 finales (2013, 2015, 2016, 2018)
- Championnats d'Europe par équipes: 5 finales (2010, 2015-2018)